# Skrewdriver
Ian Stuart Donaldson leta 1976 ustanovi skupino Skrewdriver v Blackpool-u. Skrewdriver je nastal iz skupine Tumbling Dice, skupina ki je igrala pesmi od The Rolling Stones, Free in The Who. Pri začetku je bila Skrewdriver punk skupina ampak pozneje je prevzela skinhead-ovsko podobo. Skupina je bila znana za nasilje na njihovih koncertih (Bob Geldof je bil od udarca zbit u nezavest na enem od njihovih koncertov).
Leta 1979 je Stuart preorediv skupino in začel pisati besedila za NS skinhead-e. Preurejeni Skrewdriver je odprto oglaševala skrajno desničarske skupine kot so National Front in Combat 18, za njih so zbirali denar preko njihovega White Noise Records label-a.